# Daniel Eisenstein
Daniel J. Eisenstein (* 1970) ist ein US-amerikanischer Astronom.
Eisenstein erhielt 1992 seinen Bachelor-Abschluss und 1994 seinen Master-Abschluss an der Princeton University und wurde 1996 an der Harvard University bei Abraham Loeb in Astronomie promoviert. Als Post-Doktorand war er am Institute for Advanced Study (bei Piet Hut) und der University of Chicago. Ab 2001 lehrte er zunächst als Assistant Professor und später mit voller Professur an der University of Arizona (Stewart Observatory) bevor er 2010 Professor für Astronomie an der Harvard University wurde und am Harvard-Smithsonian Center for Astrophysics ist.
Seit 1998 ist er am Sloan Digital Sky Survey (SDSS) und ist Direktor der dritten Phase des 1990 begonnenen Projekts (SDSS III). Er befasst sich sowohl theoretisch als auch beobachtend (und mit numerischer Simulation) mit der präzisen Bestimmung kosmologischer Parameter aus der Vermessung großer Strukturen im Universum und mit Evolution von Galaxien und dem Verhältnis von Galaxien zu ihrer Umgebung. Er ist ein Pionier der Baryonen-Oszillations-Methode (Baryonic Acoustic Oscillations BAO, und Baryonic Oscillation Spectroscopic Survey, BOSS, im Rahmen von SDSS)  zur Konstruktion dreidimensionaler Karten der Galaxienverteilung im Universum (Vorschlag 1998 mit Wayne Hu, Max Tegmark). Sie geht von theoretischen kosmologischen Überlegungen aus, dass die großen netzartigen Strukturen im Universum aus akustischen Schwingungsmoden (Baryonic Oscillations) in den Wasserstoffgaswolken der Frühzeit des Universums (erste 400.000 Jahre) entstanden mit einer typischen Abstandsskala von heute 500 Millionen Lichtjahren. Aus dem sich ergebenden dreidimensionalen Bild der Galaxienverteilung versucht er mit Kollegen durch Vergleich mit numerischen Simulationen genaue Informationen über die kosmologischen Parameter und die Rolle dunkler Energie zu erhalten.
2014 erhielt er mit Shaun Cole und John A. Peacock den Shaw Prize in Astronomie. Ebenfalls 2014 wurde er in die National Academy of Sciences gewählt. Nach ihm ist der Asteroid (183287) Deisenstein benannt.

## Schriften
- mit Wayne Hu, Max Tegmark: Cosmic Complementarity: {\displaystyle H_{0}} and {\displaystyle \Omega _{M}} from Combining Cosmic Microwave Background Experiments and Redshift Surveys, The Astrophysical Journal Letters, Band 504, 1998, L57
- mit anderen: Detection of the baryonic acoustic peak in the large-scale correlation function of SDSS luminous red galaxies, Astrophys. J., Band 633, 2005, 560, Arxiv
- mit Lauren Anderson u. a. The clustering of galaxies in the SDSS-III Baryon Oscillation Spectroscopic Survey: Baryon Acoustic Oscillations in the Data Release 9 Spectroscopic Galaxy Sample, Monthly Notices Royal Astron. Soc., 427, 2012, 3435, Arxiv